# Nick Robinson
Nicholas John Robinson (Seattle, 22 de março de 1995) é um ator e produtor estadunidense. Quando criança, ele apareceu nas produções teatrais de 2008 A Christmas Carol e Mame, após o qual atuou no seriado de televisão Melissa & Joey (2010–2015). Ele passou a desempenhar um papel coadjuvante no filme Jurassic World (2015) e assumiu papéis principais em vários dramas adolescentes, incluindo The Kings of Summer (2013), The 5th Wave (2015), Everything, Everything (2017) e Love, Simon (2018). Robinson iniciou carreira como produtor televisivo com a série Love, Victor.
Em 2018, Robinson foi nomeado para os 30 e 30 anos da Forbes na categoria Hollywood & Entretenimento.

## Início da vida
Robinson nasceu em 22 de março de 1995, em Seattle, Washington. Ele tem quatro irmãos mais novos. Sua mãe é Denise Podnar. Ele se formou na Campbell Hall School em 2013.

## Filmografia

### Cinema
| Ano  | Título                 | Papel              | Notas           |
| ---- | ---------------------- | ------------------ | --------------- |
| 2009 | CC 2010                | Young CC's father  |                 |
| 2010 | Displaced              | Criança com toalha |                 |
| 2012 | Frenemies              | Jake Logan         |                 |
| 2013 | The Kings of Summer    | Joe Toy            |                 |
| 2015 | Jurassic World         | Zach Mitchell      |                 |
| 2015 | Being Charlie          | Charlie Mills      |                 |
| 2016 | The 5th Wave           | Ben Parish         |                 |
| 2017 | Everything, Everything | Olly               |                 |
| 2017 | Krystal                | Taylor             |                 |
| 2018 | Love, Simon            | Simon              | Papel Principal |
| 2019 | Native Son             | Jon Erlone         |                 |
| 2019 | Strange But True       | Philip             |                 |
| 2020 | Shadow in the Cloud    | Beckell            |                 |
| 2021 | Silk Road              | Ross Ulbricht      |                 |

### Televisão
| Ano       | Título           | Papel         | Notas                                            |
| --------- | ---------------- | ------------- | ------------------------------------------------ |
| 2010–15   | Melissa & Joey   | Ryder Scanlon | Elenco regular; 89 episódios                     |
| 2012      | Boardwalk Empire | Rowland Smith | 1 episódio                                       |
| 2020–2022 | Love, Victor     | Simon Spier   | Lançada em 2020, é uma sequência de Love, Simon. |
| 2020      | A Teacher        | Eric Tull     | Minissérie; protagonista; 10 episódios           |
| 2021      | Maid             | Sean          | Minissérie; papel principal                      |

### Teatro
| Ano  | Teatro             | Peça                  | Papel          |
| ---- | ------------------ | --------------------- | -------------- |
| 2006 | ACT Theatre        | A Christmas Carol     |                |
| 2007 | Intiman Playhouse  | To Kill a Mockingbird | Jem Finch      |
| 2008 | 5th Avenue Theatre | Mame                  | Patrick Dennis |
| 2009 | Intiman Playhouse  | A Thousand Clowns     | Nick Burns     |
| 2010 | Village Theatre    | Lost in Yonkers       | Arty           |

### Vídeo Games
| Ano  | Título              | Papel         |
| ---- | ------------------- | ------------- |
| 2015 | Lego Jurassic World | Zach Mitchell |
| 2015 | Lego Dimensions     | Zach Mitchell |

### Web
| Ano  | Título      | Papel |
| ---- | ----------- | ----- |
| 2015 | The Cav Kid | Thief |